# بارتوش برونیشفسکی
بارتوش برونیشفسکی (انگلیسی: Bartosz Broniszewski؛ زادهٔ ۲۳ ژانویهٔ ۱۹۸۸) بازیکن فوتبال اهل لهستان است.
از باشگاه‌هایی که در آن بازی کرده‌است می‌توان به باشگاه فوتبال کایزرسلاوترن و باشگاه فوتبال روت‌وایس اسن اشاره کرد.